# Plaines-Saint-Lange
Plaines-Saint-Lange település Franciaországban, Aube megyében. Lakosainak száma 267 fő (2022. január 1.). Plaines-Saint-Lange Courteron, Essoyes, Gyé-sur-Seine és Mussy-sur-Seine községekkel határos.

## Népesség
A település népessége az elmúlt években az alábbi módon változott:
| Lakosok száma | 514  | 469  | 418  | 321  | 284  | 270  | 261  | 263  | 265  | 267  |
|               | 1968 | 1982 | 1990 | 2006 | 2013 | 2015 | 2017 | 2019 | 2020 | 2022 |